# Berthold Stechow
Berthold Stechow (* 3. Mai 1865; † 6. Juli 1941) war ein deutscher Konteradmiral der Kaiserlichen Marine.

## Leben
Berthold Stechow trat am 20. April 1882 in die Kaiserliche Marine ein. Am 20. April 1889 wurde er Leutnant zur See und diente 1894 als Lehrer an der Deckoffiziersschule. Als Kapitänleutnant war er 1896 als Navigationsoffizier auf der Stosch. Als Adjutant kam er später zu Schiffsprüfungskommission.
Von Ende September 1905 bis Anfang Oktober 1907 war er Kommandant der Undine und wurde in dieser Position zum Fregattenkapitän befördert. Am 15. Oktober 1907 wurde er zum Kapitän zur See befördert. 1908 war er Vorstand des Zentralressorts und Assistent des Oberwerftdirektors der Werft Kiel. Er kam erneut in die Schiffsprüfungskommission und wurde von hier 1909 zur Disposition gestellt. Bis zu seinem Ausscheiden war er Vorstand der Druckschriftverwaltung im Reichsmarineamt. Am 29. Juli 1919 wurde er aus der Marine verabschiedet.
Am 25. September 1920 wurde er mit dem Charakter als Konteradmiral ausgezeichnet.